# Eerikulaid
Eerikulaid ist eine unbewohnte estnische Ostsee-Insel im Väinameri.

## Beschreibung
Die Insel liegt vor der Ostküste der zweitgrößten estnischen Insel Hiiumaa (deutsch Dagö), vier Kilometer östlich der Insel Vohilaid. Sie liegt in der Wasserstraße Hari kurk (deutsch Moon-Sund) zwischen den Inseln Vormsi und Hiiumaa.
Eerikulaid ist 390 m² groß. Ihr Umfang beträgt 1,6 km.
Die Insel gehört verwaltungsmäßig zum Dorf Vahtrepa in der Landgemeinde Hiiumaa.